# Marina South Pier (metrostation)
Marina South Pier is een metrostation van de metro van Singapore van de North South Line. Het is de zuidelijke terminus van de lijn. Het station ligt in de wijk Straits View in de Central Region van Singapore. Het station ligt vlakbij en is genoemd naar de Marina South Pier, een pier in april 2006 in gebruik genomen waar kleine boten aanleggen, en vertrekpunt voor de veerboten naar de kleine eilanden in het zuiden van Singapore.
De wijk is het gevolg van het proces van landwinning dat in Singapore permanent wordt toegepast voor de verruiming van het leefgebied. De toekomstige metrolijn Thomson-East Coast Line zal in circa 2021 de wijk ontsluiten met een tweede metrostation Marina South. In de wijk is naast de pier ook het Marina Bay Cruise Centre Singapore MBCCS gelegen, een van de twee internationale cruiseterminals van de stadstaat. De andere en oudere, Singapore Cruise Centre (SCC) uit 1991 ligt bij HarbourFront.
Vanuit het metrostations zijn er twee uitgangen; een naar de pier en de andere via een overdekte corridor van 600 m naar het MBCCS.

## North South Line extension
Jarenlang was Marina Bay de terminus van de North South Line. Het is met de afwerking van de North South Line extension, een project waarbij 1 km metrospoor en een nieuw station werd gebouwd dat Marina South Pier de nieuwe terminus werd. De uitbreiding, en het station werden plechtig ingehuldigd op 23 november 2014.